# Platyarthrus hoffmannseggii
Platyarthrus hoffmannseggii – gatunek skorupiaka lądowego, ściśle związanego ze społecznościami mrówek, w szczególności Lasius flavus, Lasius niger i niektórych gatunków z rodzaju Myrmica. Żyje w mrowiskach, odżywia się resztkami organicznymi, odpadkami i resztkami spadzi. Ciało koloru białego.